# Bielovce
Bielovce (Hongaars: Ipolybél) is een Slowaakse gemeente in de regio Nitra, en maakt deel uit van het district Levice.
Bielovce telt 239 inwoners.